# Асадабад (район)
Асадаба́д (пушту اسدآباد‎, дари اسدآباد Asadābād) — один из 15 районов провинции Кунар в Афганистане. Центром района (как и центром провинции Кунар) является город Асадабад. Район Асадабад расположен в центральной части провинции и граничит с районом Дара-и-Печ и провинцией Нуристан на западе, районами Бар Кунар, Дангам, Маравара и Сирканай на востоке и районом Наранг Ва Бадил на юге. В районе расположено 12 больших и малых деревень, окружённых горами.
Население района — 28 900 человек (по данным 2006 года). Национальный состав — почти 100 % пуштуны.